# Wydrak patagoński
Wydrak patagoński (Lontra felina) – gatunek drapieżnego ssaka z rodziny łasicowatych, najmniejszy gatunek tego rodzaju i jedyny będący w pełni morskim.

## Cechy
Długość ciała wynosi średnio 90 cm, a masa 3–5 kg. Na pysku ma długie wibrysy. Ogon jest krótki, między palcami kończyn są błony pławne. Futro jest ciemne, jedynie na brzuchu jaśniejsze.

## Występowanie
Żyje w pasie morskich wód przybrzeżnych oraz w strefie międzypływowej wzdłuż zachodniego wybrzeża Ameryki Południowej, od Patagonii do Peru. Preferuje wybrzeża skaliste, z jaskiniami zalewanymi podczas przypływów. Czasami może też polować w dolnym biegu rzek i w estuariach rzek.

## Pożywienie
Żywi się najczęściej skorupiakami i rybami, w mniejszym stopniu małżami i morskimi ślimakami oraz innymi drobnymi zwierzętami. Poluje w dzień. Głównym naturalnym wrogiem tego wydraka jest orka oceaniczna, polują na niego także rekiny.

## Rozród
Żyją głównie samotnie lub w małych grupach do 3 osobników. W pary łączą się na przełomie roku, po dwumiesięcznej ciąży samica rodzi między styczniem a marcem od 2 do 4 młodych, którymi przez 10 miesięcy opiekują się oboje rodzice.

## Zagrożenia ze strony człowieka
Do drugiej połowy XX w. wydrak był intensywnie odławiany w celu pozyskania futra, które było przedmiotem eksportu. W XXI w. nie prowadzi się odłowów na większą skalę, choć wciąż dochodzi do nielegalnych polowań. Istotnym zagrożeniem jest natomiast antropopresja dotycząca zasiedlania wybrzeży przez ludzi i zwierzęta związane z ludźmi, a także przemysłowe połowy ryb oraz zanieczyszczanie wód przybrzeżnych i wybrzeży substancjami toksycznymi.